# Mayo-Louti
Departament Mayo-Louti – departament w Regionie Północnym w Kamerunie ze stolicą w Guider. Na powierzchni 4162 km² żyje tam około 334,3 tys. mieszkańców.